# مینگا گوآزو
مینگا گوآزو (به اسپانیایی: Minga Guazú) شهری در کشور پاراگوئه، استان آلتو پارانا است که جمعیت آن در سرشماری سال ۲۰۰۲ میلادی ۱۴٫۸۰۶ نفر بوده‌است.